# ويلي آرنه وولد
ويلي آرنه وولد هو سياسي نرويجي، ولد في 26 أغسطس 1929 في Værøy Municipality ‏ في النرويج، وتوفي في 13 فبراير 1996. نشط حزبياً في حزب الوسط. وقد انتخب عضو برلمان النرويج ‏ عن دائرة نورلان وقد انضم خلال فترته النيابية ‏ (1973 – 1977) للكتلة البرلمانية حزب الوسط وانتخب عضو برلمان النرويج ‏ عن دائرة نورلان وقد انضم خلال فترته النيابية ‏ (1969 – 1973) للكتلة البرلمانية حزب الوسط.